# Teotoros Lapçinciyan

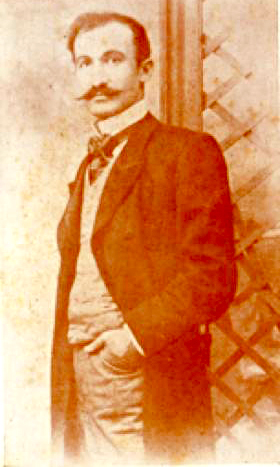
Teotoros Lapçinciyan

Teotoros Lapçinciyan (armenisch Թեոդորոս Լափչինճյան, Pseudonym Teotig armenisch Թէոդիկ; * 1873 in Konstantinopel; † in der Nacht vom 23. Mai auf den 24. Mai 1928 in Paris) war ein armenischer Autor, Zeitzeuge des osmanischen Genozids an den Armeniern und Forscher.

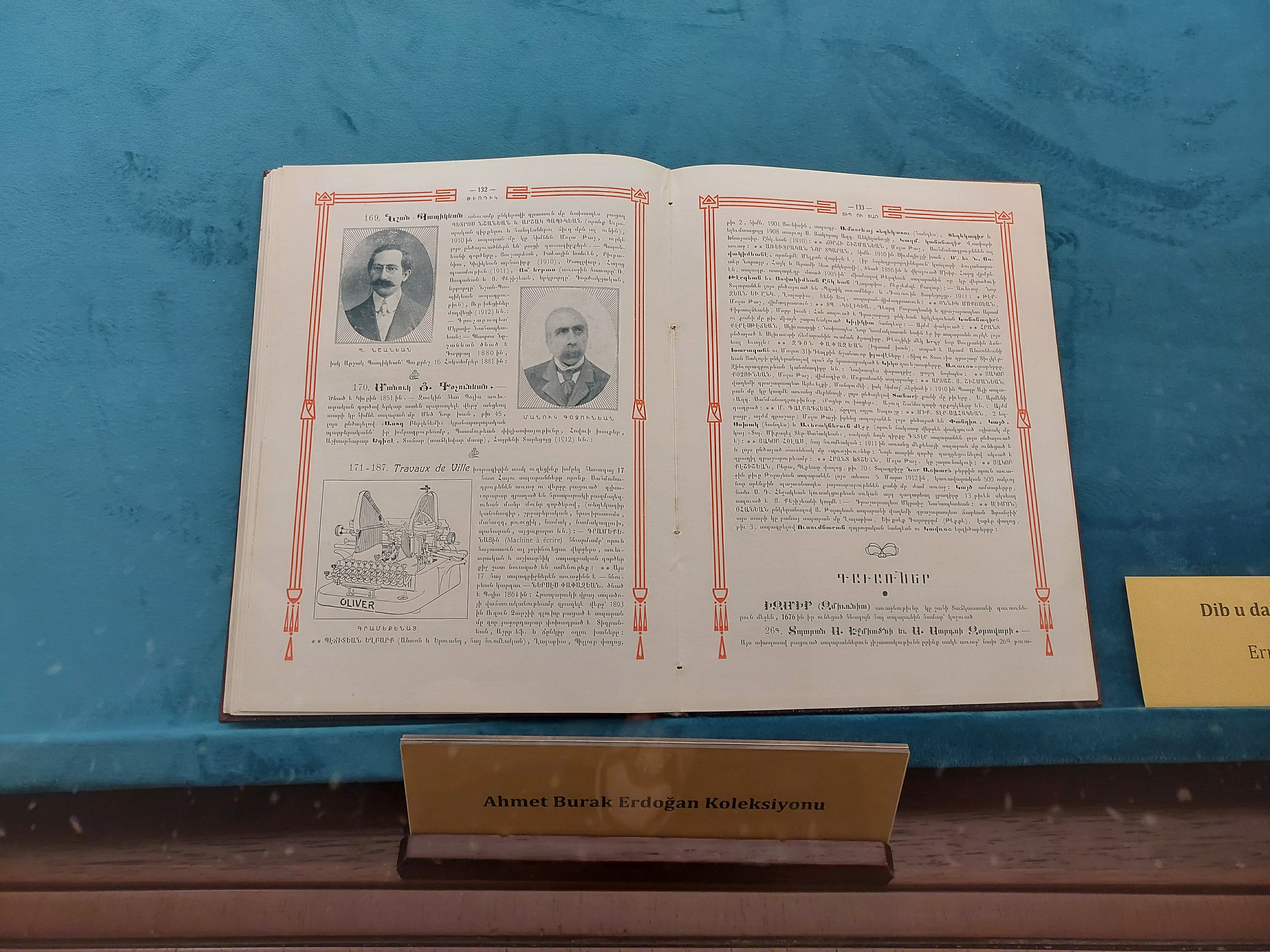
Dib u Dar (1912)

Teotoros Lapçinciyan wurde 1873 in Konstantinopel geboren. Er besuchte die Berberian-Schule in Scutari und das Robert College in Konstantinopel. Er schrieb zunächst v. a. Reiseberichte und Lebensdarstellungen für verschiedene armenische Zeitungen. Am besten wurde er bekannt für seinen Almanach. Seine Ehefrau Arshaguhi Teotig hatte die Idee zum Verlag von Jedermanns Almanach (armenisch Ամէնուն Տարեցոյցը). Er und seine Ehefrau gaben den erfolgreichen Almanach jährlich von 1907 bis 1923 in Konstantinopel heraus, schließlich in Wien und 1925 bis 1928 in Paris. Im Jahr 1914 trug er den Untertitel kleine Enzyklopädie des freien Armeniers (Ազատ Հայուն Պզտիկ Հանրագիտարանը). Teotig wurde für die 1914er Ausgabe seines Almanachs zu zwei Jahren Haft verurteilt wegen angeblicher Veröffentlichung von militärischen Geheimnissen. Nach dem Verbüssen der Strafe 1916 wurde er nach Der Zor in die mesopotamische Wüste deportiert. Teotig befand sich im gleichen Zug wie der von der osmanischen Regierung abgesetzte Patriarch von Konstantinopel, Zaven Der Yeghiayan, auf dem Weg in die Verbannung nach Bagdad. Teotik gelang die Flucht. Für kurze Zeit teilte Teotik ein Versteck mit Krikor Balakian in Pozantı, einem Etappenort der Deportationswege. Unter falschem Namen fand er Arbeit auf den Tunnelbaustellen der Bagdadbahn im Taurusgebirge. Einzelne Deutsche und Schweizer Ingenieure versuchten möglichst viele armenische Deportierte zu beschäftigen. Teotik wurde Schatzmeister der Taschdurmaz-Strecke. Für die Jahre 1916 bis 1920 kam eine Sammelausgabe des Almanachs 1920 heraus, in dem die Einzelschicksale der bekanntesten Ermordeten und Überlebenden des Genozids an den Armeniern dargestellt wurden. Nach seiner Befreiung unterrichtete Teotik in Korfu in einem armenischen Waisenhaus. Auf Zypern arbeitete er als Buchhalter am Melkonian-Institut. Nach 1923 übersiedelte er nach Paris. Inmitten der Arbeiten am 1929er Almanach starb Teotoros Lapçinciyan in der Nacht vom 23. Mai auf den 24. Mai 1928 in der Druckerei ‚Masis‘ in Paris.
Teotig hinterließ einige bedeutende Werke über die Kultur und Geschichte der Armenier von Konstantinopel sowie eine systematische Darstellung der durch den Genozid umgekommenen armenischen Geistlichen im gesamten Osmanischen Reich.

## Werke (Auswahl)
- Buchdruck und Buchstabe (Տիպ ու Տառ), Konstantinopel 1912. (Eine Geschichte der armenischen Druckereien von 1512 bis 1912 und Biographien ihrer Betreiber.)
- Die Jahre im Gefängnis und Exil, Konstantinopel
- Mahnmal zum 11. April, O. Arzuman, Konstantinopel 1919 (Originaltitel: Յուշարձան Ապրիլ Տասնըմէկի. Նահատակ Մտաւորականներու)
- Die Katastrophe und unsere Waisenkinder, Konstantinopel 1920
- Das Golgotha der armenischen Geistlichen (Գողգոթա Հայ Հոգեւորականութեան Եւ Իր Հօտին Աղէտալի 1915 Տարին), Konstantinopel 1921. (Eine nach Regionen und Städten geordnete Darstellung von über 1.252 Geistlichen, die während des türkischen Genozids 1915–1918 den Tod fanden, mit kurzen biografischen Einträgen.) Ara Kallaydjian nennt es eine Märtyrographie (Մարտիրոսագրութիւն).